# Nigel Brady
| 27362 Morganroche      | 2 marzo 2000     |
| 66856 Stephenvoss      | 13 novembre 1999 |
| 86551 Seth             | 4 marzo 2000     |
| 104052 Zachery         | 6 marzo 2000     |
| 130283 Elizabethgraham | 4 marzo 2000     |

Nigel Brady (...) è un astronomo neozelandese.
Lavora all'Università di Auckland.
Il Minor Planet Center gli accredita le scoperte di sette asteroidi, effettuate tra il 1999]e il 2001, in parte in collaborazione con Ian P. Griffin.